# 石坂昌孝
石坂 昌孝（いしざか まさたか、1841年6月11日〈天保12年4月22日〉 - 1907年〈明治40年〉1月13日）は、日本の幕末から明治期の名主、政治家。神奈川県会議員、神奈川県会議長（初代）、群馬県知事（官選第5代）、衆議院議員（4期）。幼名・高之助。苗字は「石阪」とも表記され、文献によってぶれがある。

## 経歴

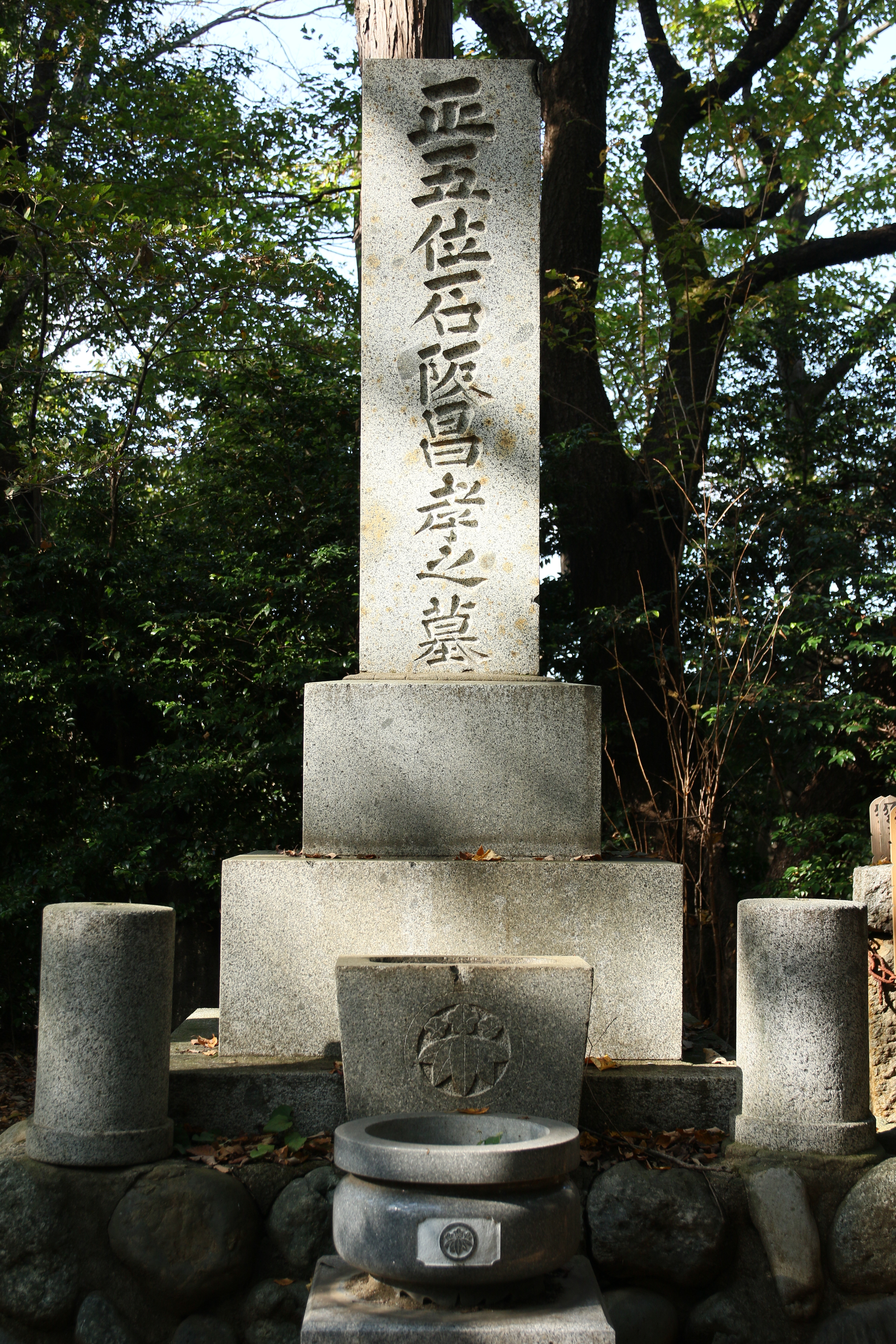
民権の森（町田市野津田町）にある石阪昌孝の墓

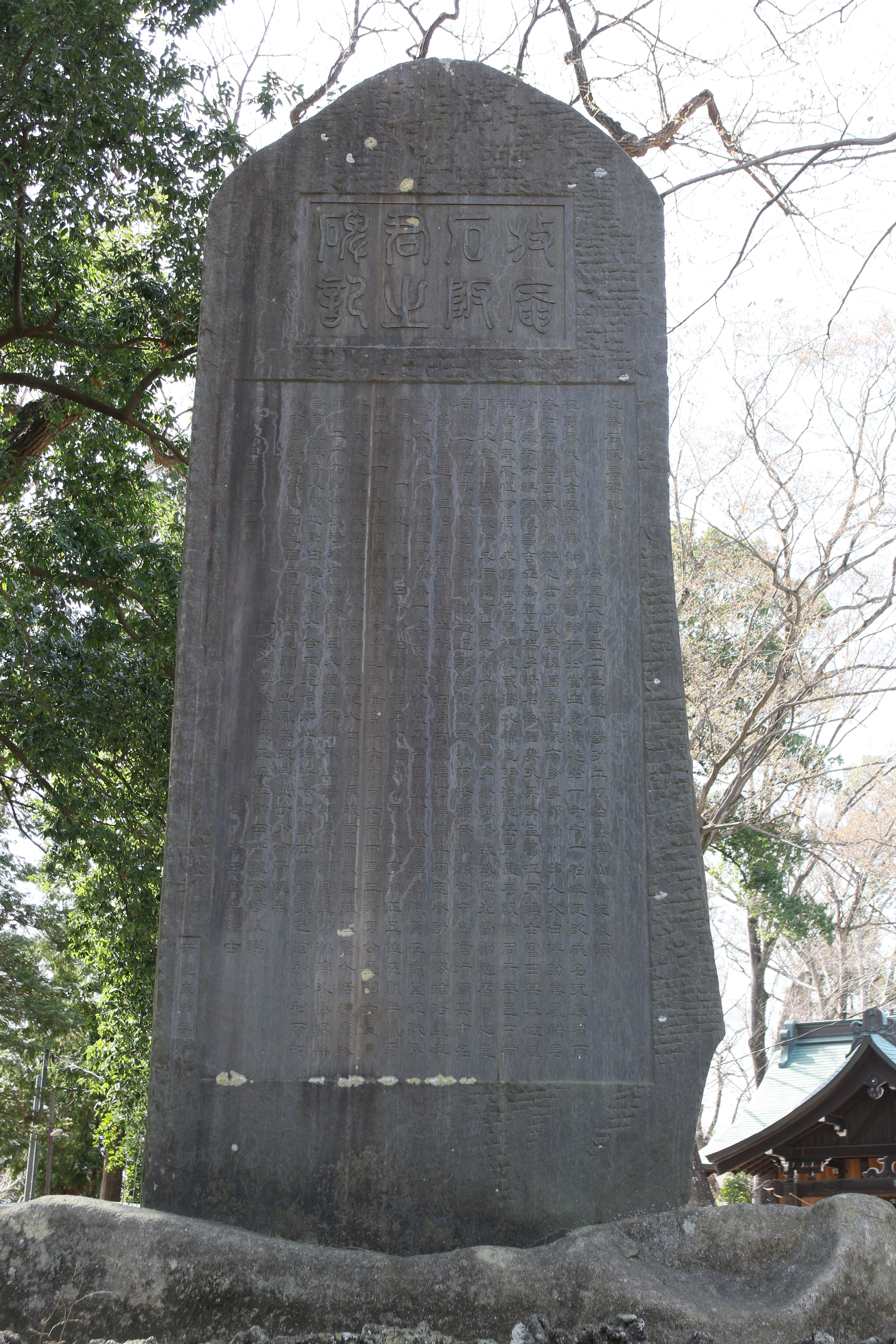
富士森公園（八王子市台町）にある石阪昌孝の顕彰碑「放庵石阪君之碑記」

武蔵国多摩郡野津田村（のち鶴川村、現在の町田市域）で豪農・石阪吉恩の三男として生まれ、母の実家、名主・石阪昌吉の養子となる。安政4年10月（1857年11月）、家督を相続し、又次郎を襲名。
明治維新後、明治5年1月（1872年2月）、第三十戸籍区戸長となり、第八区区長、神奈川県権少属を歴任。1879年2月に神奈川県会議員となる。1880年7月、東京生糸商会を設立した。
自由民権運動に加わり、1881年11月、政治結社「融貫社」を結成し、青年を育成した。1882年7月、自由党に入党した。
1890年7月、第1回衆議院議員総選挙に神奈川県第三区から出馬し当選。以後、第4回総選挙まで連続4回の当選を果たした。
1896年8月、群馬県知事に就任。同年9月、渡良瀬川の大洪水が足尾鉱毒事件の端緒となった。1897年4月、知事を非職となる。

## 官歴等
- 1873年（明治6年）5月 - 第八區區長 任官[1][7]
- 1874年（明治7年）
  - 6月 - 神奈川県権少属 任官[1]
  - 12月 - 神奈川県権少属 免官[1]
- 1879年（明治12年）2月 - 神奈川県会議員 当選[1]・神奈川県会議長 選出[7]
- 1881年（明治14年） - 神奈川県会議員 辞職[7]
- 1890年（明治23年）7月1日 - 第1回衆議院議員総選挙（神奈川県小選挙区 神奈川3区）初当選
- 1892年（明治25年）2月15日 - 第2回衆議院議員総選挙（神奈川県小選挙区 神奈川3区）2期目当選[4]
- 1894年（明治27年）
  - 3月1日 - 第3回衆議院議員総選挙（東京府[8]小選挙区 東京13区）3期目当選[9]
  - 9月1日 - 第4回衆議院議員総選挙（東京府小選挙区 東京13区）4期目当選[10]
- 1896年（明治29年）8月12日 - 群馬県知事 任官
- 1897年（明治30年）4月7日 - 群馬県知事 非職

## 栄典
- 1896年（明治29年）9月21日 - 正五位[11]

## 親族
- 娘：美那子 / ミナ（1865～1942） - 教育者。北村透谷の妻。透谷没後は米国に留学して英語学を修め、帰国後は英語教育に従事[12]。
- 子：公歴（まさつぐ）（1868～1944） - 政治運動家。父・昌孝の逮捕後に渡米。在米日本人を「日本人愛国同盟会」として組織し日本政府を批判するなど政治運動に従事。第二次世界大戦中に日系人収容所で死去[13]。